# Mùa bão Bắc Ấn Độ Dương 2023
Mùa bão Bắc Ấn Độ Dương 2023 là một sự kiện diễn ra trong chu kỳ hình thành bão nhiệt đới hàng năm. Mùa bão ở Bắc Ấn Độ Dương không có giới hạn chính thức, nhưng các cơ bão có xu hướng hình thành từ tháng 4 đến tháng 12, với hai đỉnh điểm vào tháng 5 và tháng 11. Những ngày này thường phân định thời kỳ mỗi năm khi hầu hết các cơn bão nhiệt đới hình thành ở phía bắc Ấn Độ Dương.
Phạm vi của bài viết này được giới hạn ở Ấn Độ Dương ở Bắc bán cầu, phía đông của Sừng châu Phi và phía tây bán đảo Malay. Có hai vùng biển chính ở Bắc Ấn Độ Dương - Biển Ả Rập ở phía tây tiểu lục địa Ấn Độ, viết tắt ARB của Cục Khí tượng Ấn Độ (IMD); và Vịnh Bengal ở phía đông, viết tắt BOB bởi IMD.

## Danh sách bão

### Bão xoáy cực kì dữ dội Mocha
Các thống kê về số người chết vì bão Mocha rất khác nhau. Theo  ASEAN có tổng cộng có 145 người chết. Chính phủ Đoàn kết Quốc gia Myanmar (NUG) tuyên bố rằng Mocha đã làm chết ít nhất 463 người (trong đó có ba trường hợp tử vong gián tiếp ở Bangladesh), 719 người bị thương và 101 người khác mất tích.  Nó gây thiệt hại khoảng 1,5 tỷ USD ở Myanmar theo Reuters.

### Bão xoáy cực kì dữ dội Biparjoy
Tại Pakistan, 81.000 người đã được sơ tán ra khỏi bờ biển phía đông nam và chính quyền đã thành lập 75 trại cứu trợ tại các trường học để hỗ trợ. Có 4.600 ngôi làng bị ảnh hưởng do mất điện ở Ấn Độ.  Tổng cộng có 12 người được xác nhận đã thiệt mạng do ảnh hưởng của cơn bão và ít nhất 23 người bị thương.

### Bão xoáy cực kì dữ dội Tej
Vào ngày 16 tháng 10, Cục Khí tượng Ấn Độ (IMD) bắt đầu theo dõi khả năng hình thành hoàn lưu xoáy thuận nhiệt đới ở biển Ả Rập. Nhiệt độ bề mặt nước biển tương đối cao, tạo điều kiện thuận lợi cho sự hình thành xoáy thuận nhiệt đới. Một hoàn lưu xoáy thuận hình thành trên biển Ả Rập vào ngày 16 tháng 10. Một vùng áp thấp được hình thành từ hình thế khí tượng đó vào sáng ngày 18 tháng 10. Nó trở thành thành áp thấp nhiệt đới vào ngày 21 tháng 10. Cùng ngày, hệ thống mạnh lên thành bão xoáy (nhiệt đới), và IMD được đặt tên là Tej. Khi di chuyển theo hướng Tây Bắc, Tej nằm trong vùng biển có nhiệt độ bề mặt cao của biển Ả Rập, nhanh chóng mạnh lên thành bão cấp 3 vào ngày 22 tháng 10. Cơn bão sau đó suy yếu và đổ bộ vào Tỉnh Al Mahrah của Yemen trong khoảng thời gian từ 23 đến 24 tháng 10 năm 2023, mang theo mưa lớn và lũ lụt đáng kể trên nửa phía đông đất nước và các phần phía tây của Oman.

Mưa xối xả đã gây ra lũ lụt trên đảo Socotra khi bão xoáy đổ bộ vào đất liền. Lũ lụt khiến giao thông ở một số con đường ở thủ phủ Hadibu của tỉnh này bị chia cắt, cùng với các khu vực khác trong quần đảo.

### Bão xoáy rất dữ dội Hamon
Vào ngày 21 tháng 10, áp thấp nhiệt đới 06B hình thành ở Vịnh Bengal. Nó được nâng cấp thành Bão lốc vào ngày 23 tháng 10, được đặt tên là Hamoon. Vào ngày 24 tháng 10, Hamoon mạnh lên thành bão tương đương bão cấp 2, đạt cường độ cực đại với sức gió duy trì trong 3 phút là 120 km/h (75 mph).
Cơn bão đã ảnh hưởng trực tiếp đến Bangladesh, tổng cộng 5 người đã thiệt mạng khi Hamoon quét qua bờ biển Cox's Bazar và Chittagong. Hàng trăm người mất nhà cửa vì nhà cửa bị hư hại nghiêm trọng, cây cối bật gốc và cột điện bị đổ.

### Bão xoáy Midhili
Tại Teknaf Upazila thuộc quận Cox's Bazar của Bangladesh, mưa bắt đầu vào sáng thứ Năm, ngày 16 tháng 11 năm 2023 do ảnh hưởng của vùng áp thấp mà sau này trở thành bão Midhili. Bức tường bằng đất của một gia đình sống dưới chân đồi ở khu vực Panirchhara của Morichyaghona đã bị sập đổ. Bốn thành viên trong gia đình đã thiệt mạng.

### Bão xoáy dữ dội Michaung
Nguồn gốc của bão Michaung có thể là từ một vùng áp thấp trên Vịnh Thái Lan đã đi vào Vịnh Bengal. Vào ngày 1 tháng 12, IMD cho biết một vùng áp thấp đã hình thành ở biển Nam Andaman. Vùng áp thấp đã được dự kiến  sẽ di chuyển về phía Tây Bắc và mạnh lên ở vịnh Bengal.  Vào ngày 2 tháng 12 năm 2023, vùng áp thấp đã mạnh lên thành áp thấp nhiệt đới sâu khi nó nằm cách Puducherry khoảng 440 km về phía Đông Đông Nam. Sau đó, nó mạnh lên thành bão xoáy và có tên quốc tế là Michaung. Khi cơn bão đến gần bờ biển, bão đã gây mưa lớn và gió mạnh cho các khu vực bị ảnh hưởng. Chennai, thủ đô của Tamil Nadu, hứng chịu đợt mưa lớn được coi là tồi tệ nhất trong hơn 100 năm, gây lũ lụt trên diện rộng và làm gián đoạn cuộc sống thường ngày của người dân. Hơn 9.000 người đã được sơ tán khỏi các khu vực ven biển vùng trũng. Theo IMD, nó di chuyển gần như thẳng về phía bắc dọc theo bờ biển và vào ngày 5 tháng 12, cơn bão đổ bộ vào giữa Nellore và Machilipatnam ở Andhra Pradesh, mang theo mưa lớn, gió mạnh và nước dâng do bão, làm ngập lụt các ngôi làng ven biển.  Bão Michaung suy yếu dần khi di chuyển vào đất liền
Mưa lớn và gió mạnh tàn phá các vùng ven biển.  Mưa lớn trong thời gian dài gây lũ lụt và ngập lụt trên diện rộng ở Chennai, thủ phủ của Tamil Nadu.  Ít nhất 17 người thiệt mạng và hơn 41.000 người phải sơ tán và tạm thời di dời, trong đó có 32.158 người ở Tamil Nadu và 9.500 người ở Andhra Pradesh.  Chính phủ cũng cắt nguồn điện tại các khu vực ngập lụt ở Chennai nhằm tránh rò điện.

Sân bay quốc tế Chennai đã đóng cửa hoạt động vào ngày 4 tháng 12 do ngập lụt ở bãi đỗ và đường băng, khiến các chuyến bay bị chuyển hướng hoặc bị hủy và chỉ được hoạt động trở lại vào ngày hôm sau. Các trường học và văn phòng phải đóng cửa do mưa lớn và lũ lụt.  Đường sắt phía Nam và Đường sắt bờ Dôngđã được lên lịch lại và một số chuyến tàu bị hủy.  Không quân của Lực lượng Không quân Ấn Độ đã thả hơn 2.300 kg gói thực phẩm và hàng cứu trợ xuống các khu vực bị ảnh hưởng của Chennai, trong khi Hải quân Ấn Đ , phối hợp với Quân đội Ấn Độ và Lực lượng Ứng phó Thảm họa Quốc gia, được giao nhiệm vụ giải cứu người dân và cung cấp vật tư bằng thuyền bơm hơi. Tập đoàn Greater Chennai đã thúc dục nhiều công nhân hơn để khắc phục lũ lụt và hỗ trợ những người bị mắc kẹt trong khi viện dẫn sự khủng hoảng nhân lực vì sự chậm trễ trong việc dọn dẹp cây đổ và rác. Một số doanh nghiệp và ngành công nghiệp ở Chennai bị ảnh hưởng tiêu cực khi hoạt động bị ngừng do bị cắt điện, lũ lụt và hư hỏng thiết bị.

## Tên bão
| - Mocha - Biparjoy - Tej (chưa sử dụng) - Hamoon (chưa sử dụng) | - Midhili (chưa sử dụng) - Michaung (chưa sử dụng) - Remal (chưa sử dụng) - Asna (chưa sử dụng) |